# Baringosøen
Baringosøen eller Lake Baringo er en sø i Kenya som er navngivet efter de lokale ord for sø, "Mparingo". Tre oprindelige befolkningsgrupper bor i området omkring søen – Ilchamus, Pokots og Tugens.
0°38′N 36°05′Ø / 0.633°N 36.083°Ø
|  | Infoboks uden skabelon Denne artikel har en infoboks dannet af en tabel eller tilsvarende. |